# Rune Brattsveen
Rune Brattsveen (5 aprile 1984) è un ex biatleta norvegese.

## Biografia
Rune Brattsveen, originario di Lillehammer e attivo dalla stagione 2001-2002, in Coppa del Mondo ha esordito il 29 novembre 2007 a Kontiolahti in individuale (40º), ha ottenuto il miglior piazzamento individuale il 2 dicembre successivo nella medesima località in inseguimento (5º) e ha conquistato la prima vittoria, nonché primo podio, il 10 gennaio 2008 a Ruhpolding in staffetta; ai successivi Mondiali di Östersund 2008, suo esordio iridato, ha vinto la medaglia d'argento nella staffetta e si è classificato 38º nella sprint, 15º nell'inseguimento, 11º nella partenza in linea e 8º nella staffetta mista.
L'11 dicembre 2011 ha conquistato a Hochfilzen in staffetta la sua seconda e ultima vittoria in Coppa del Mondo, nonché ultimo podio, e ai successivi Mondiali di Ruhpolding 2012, sua ultima presenza iridata, ha vinto la medaglia d'oro nella staffetta e si è piazzato 46º nell'individuale; ha preso per l'ultima volta il via in Coppa del Mondo il 16 marzo dello stesso anno a Chanty-Mansijsk in sprint (69º) e la sua ultima gara in carriera è stata l'inseguimento di IBU Cup disputato il 16 dicembre 2012 in Val Ridanna, chiuso da Brattsveen al 37º posto. Non ha preso parte a rassegne olimpiche.

## Palmarès

### Mondiali
- 2 medaglie:
  - 1 oro (staffetta[1] a Ruhpolding 2012)
  - 1 argento (staffetta[1] a Östersund 2008)

### Coppa del Mondo
- Miglior piazzamento in classifica generale: 23º nel 2008
- 4 podi (tutti a squadre), oltre a quelli ottenuti in sede iridata e validi anche ai fini della Coppa del Mondo:
  - 2 vittorie
  - 2 terzi posti

#### Coppa del Mondo - vittorie
| Data             | Località   | Nazione  | Specialità                                                            |
| ---------------- | ---------- | -------- | --------------------------------------------------------------------- |
| 10 gennaio 2008  | Ruhpolding | Germania | RL (con Emil Hegle Svendsen, Halvard Hanevold e Ole Einar Bjørndalen) |
| 11 dicembre 2011 | Hochfilzen | Austria  | RL (con Lars Berger, Emil Hegle Svendsen e Tarjei Bø)                 |

Legenda:

RL = staffetta